# Podbeskidzie Bielsko-Biała
O TS Podbeskidzie Bielsko-Biała, abreviado Podbeskidzie Bielsko-Biała, é um clube de futebol polonês da cidade de Bielsko-Biała fundado em 1995, que disputa a 2ª divisão. Suas cores oficiais são o vermelho e o amarelo.

## Estádio
O Stadion Miejski é um estádio de futebol localizado em Bielsko-Biała (Polónia), de propriedade do TS Podbeskidzie Bielsko-Biała .

## Elenco atual
Atualizado em 20 de setembro de 2015.
Legenda
- : Capitão
- : Jogador suspenso
- : Jogador lesionado

## Ligações externas

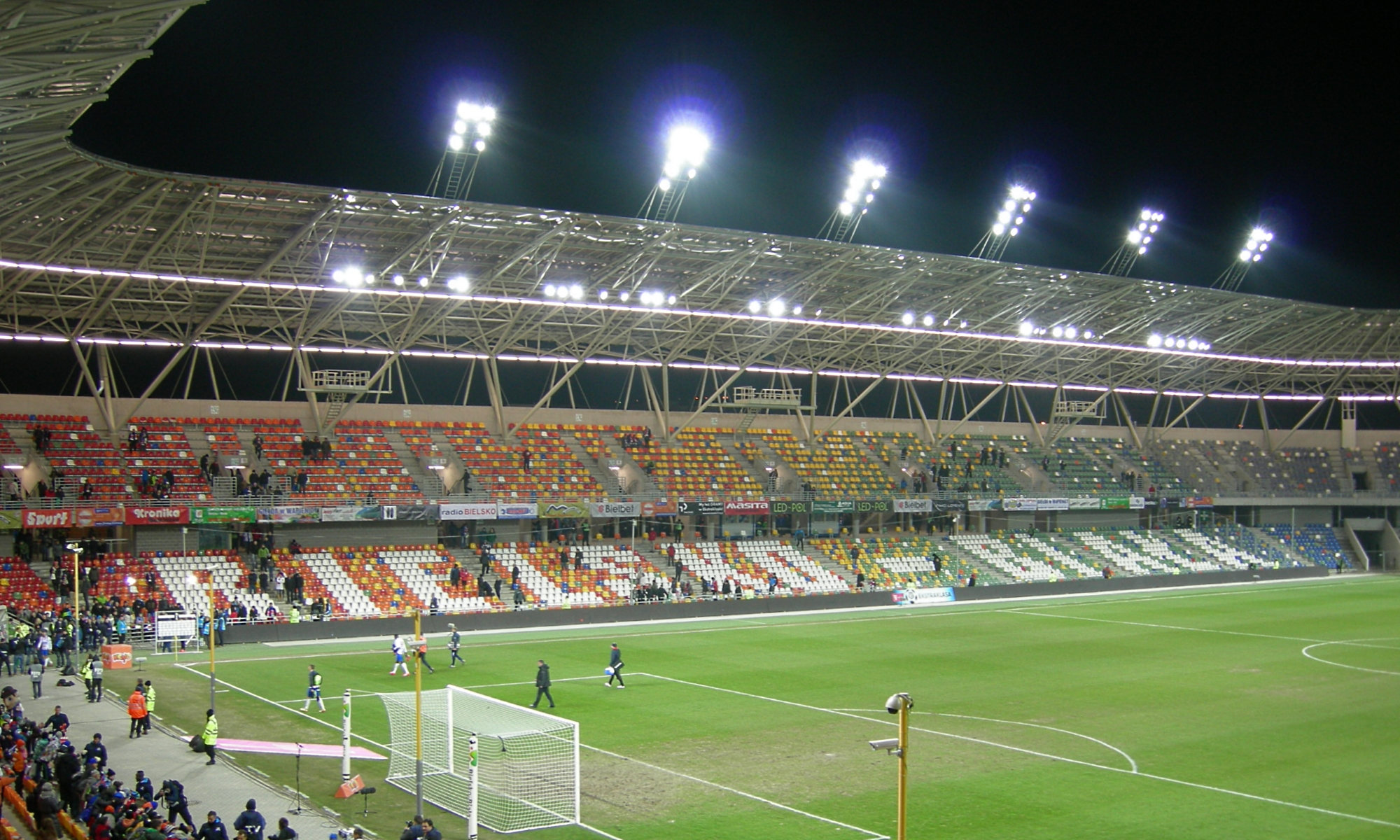
Estádio: Stadion Miejski